# Jonestown (Guyana)
Jonestown was een plaats in het oerwoud van Guyana, afgeschermd van de rest van de wereld. Zij werd gebouwd onder de leiding van Jim Jones. Hij beval de leden van zijn sekte Peoples Temple hiertoe.
Op 18 november 1978 stierven 900 leden en kinderen van de sekte door moord en collectieve zelfmoord.

## Peoples Temple
Oorspronkelijk stichtte Jones zijn sekte in Indianapolis, Indiana en later vestigde hij zich in San Francisco, Californië. Hij moest echter uitwijken naar Guyana toen er steeds meer geruchten circuleerden over drugsmisbruik, fraude en moord binnen zijn sekte. Een bezoek aan de stad door de Amerikaanse afgevaardigde Leo Ryan liep uit op een aanslag op diens leven, waarna de leden van de sekte gedwongen werden collectief zelfmoord te plegen. Dit werd gedaan met behulp van gif: dat werd in fruitsap gedaan en bij kinderen met een injectiespuit in de mond gespoten. Mensen die weigerden werden gedwongen, doodgeschoten of gewurgd.

## Film
Deze gebeurtenis en sektegroep komt ook voor in de film Eaten Alive! (Italiaans: Mangiati vivi!) uit 1980 geregisseerd door Umberto Lenzi. 

## Galerij

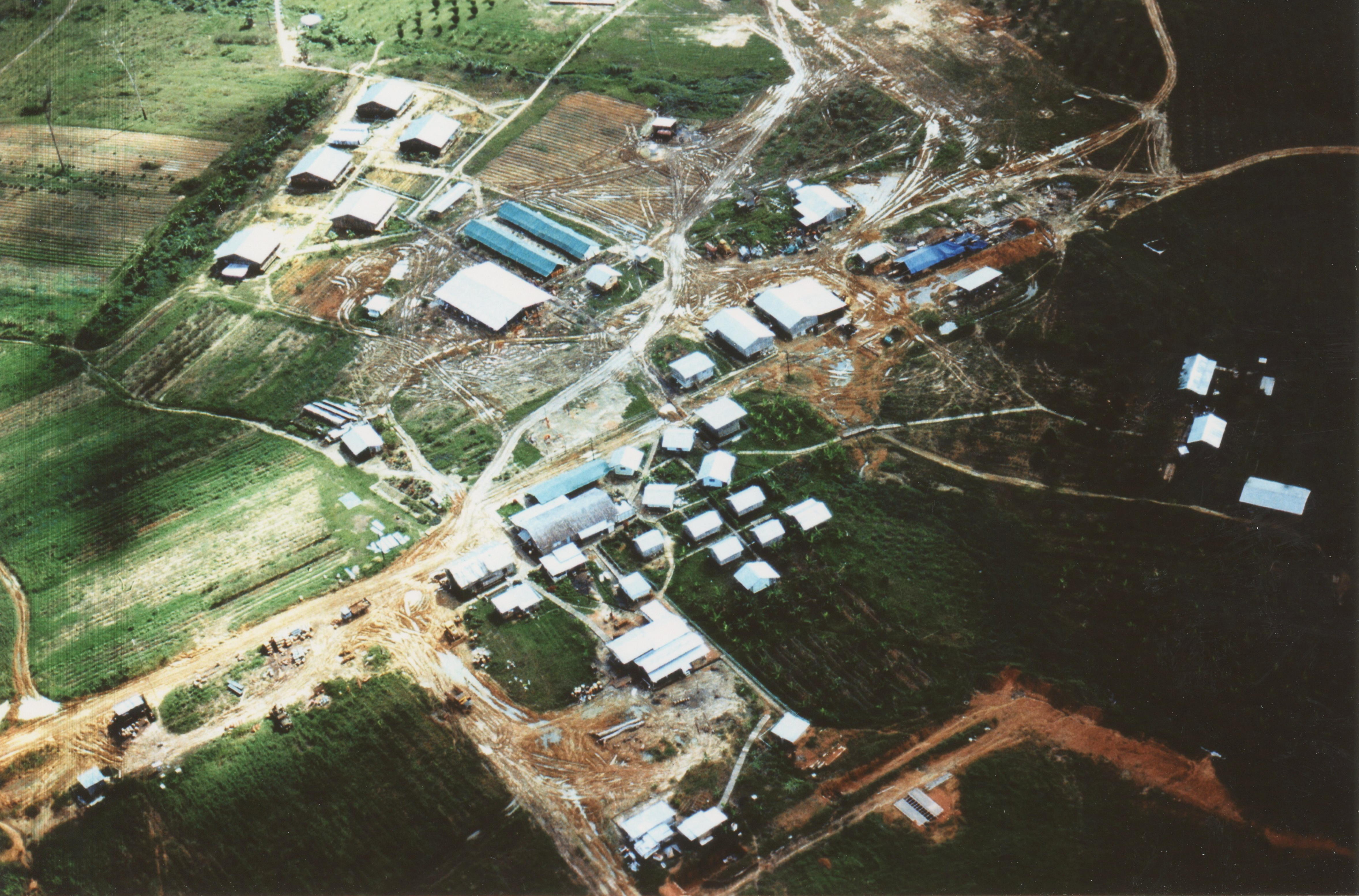
Jonestown vanuit de lucht
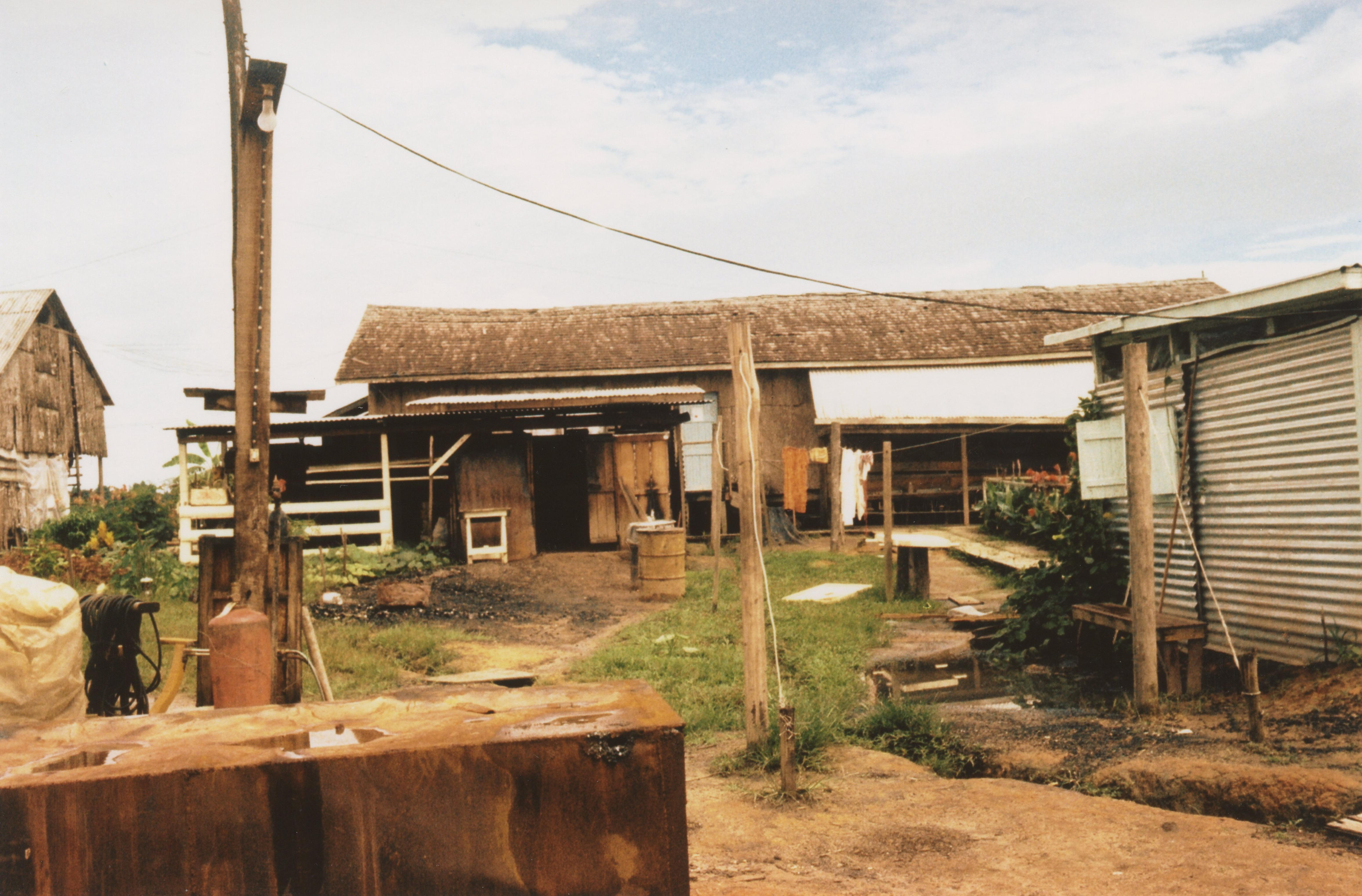
Huizen in Jonestown
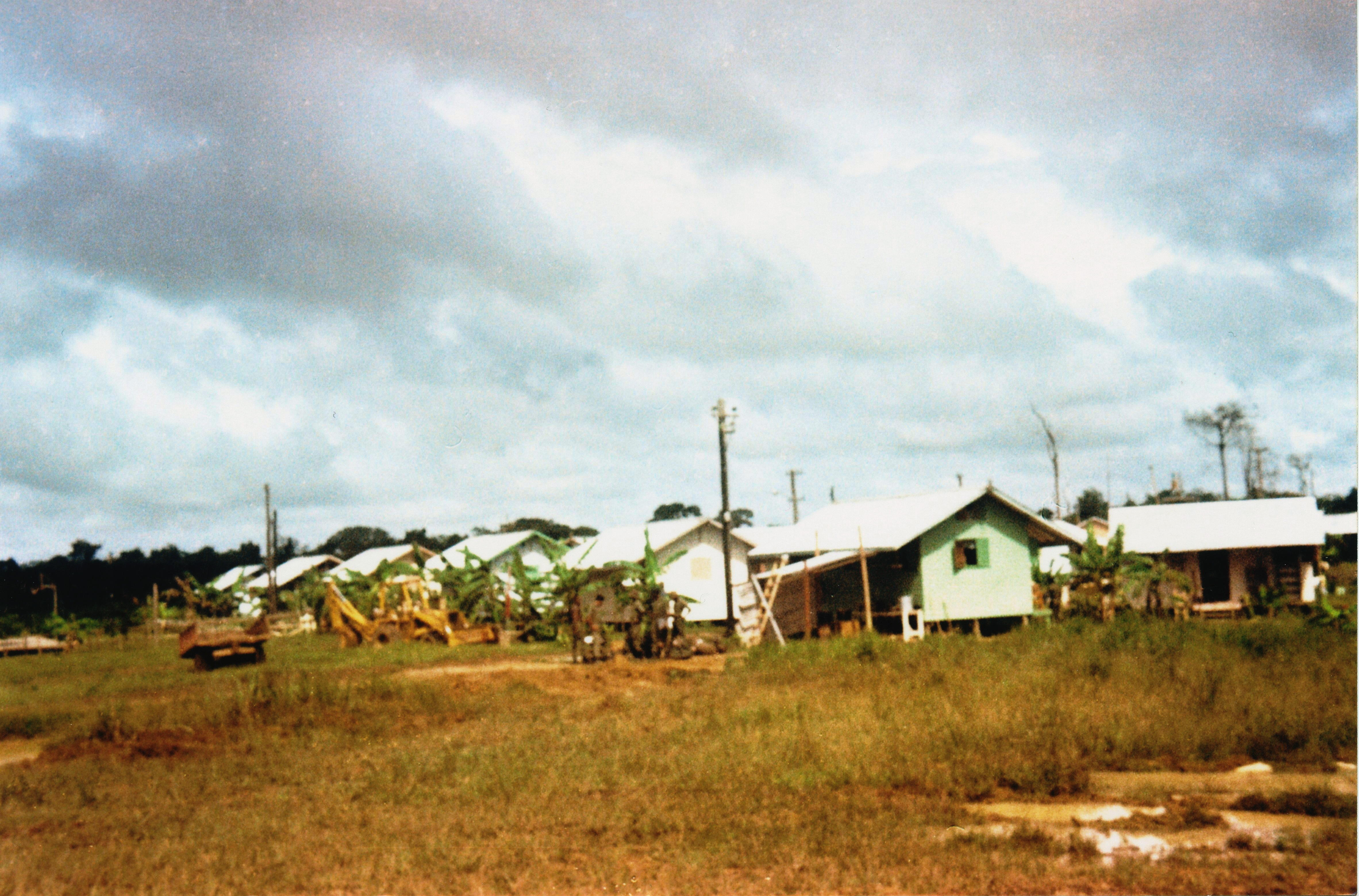
Woonwijk
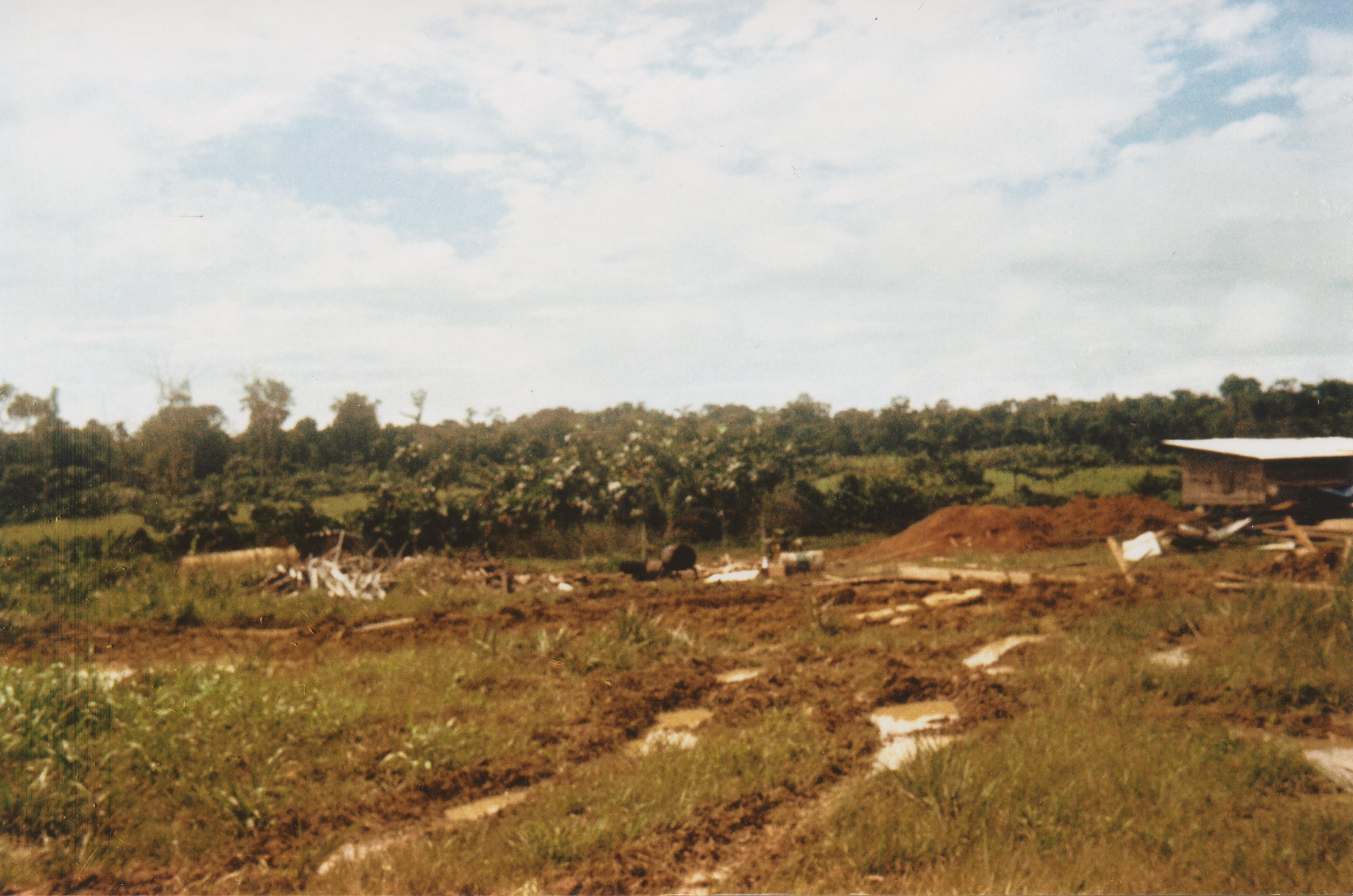
Opgeruimd gedeelte (na 18 november 1978)